# Antonio Martins (Fußballspieler, Brasilien)
Antonio Martins dos Santos (* 28. Januar 1948 oder 1949 in São Paulo), auch bekannt unter dem Spitznamen Toninho (der portugiesischen Koseform seines Vornamens Anton), ist ein ehemaliger brasilianischer Fußballspieler, der vorwiegend im offensiven Mittelfeld agierte.

## Laufbahn
„Toninho“ Martins spielte in jungen Jahren beim CSD Municipal, mit dem er 1970 die guatemaltekische Fußballmeisterschaft gewann.
Nachdem Talentscouts des mexikanischen Vereins Club América auf ihn aufmerksam geworden sind, verpflichteten sie ihn zur Saison 1970/71, in der er mit den Americanistas auf Anhieb auch die mexikanische Fußballmeisterschaft gewann.
„Toninho“ Martins spielte bis 1973 für América und wechselte dann nach Portugal, wo er in der Saison 1973/74 für Belenenses Lissabon spielte.

## Erfolge
- Mexikanischer Meister: 1971
- Guatemaltekischer Meister: 1970